# Christian Wilhelm von Stangen
Christian Wilhelm von Stangen (* 7. März 1743 in Braunschweig; † 15. April 1809 in Riesenburg) war ein preußischer Generalmajor.

## Leben

### Militärkarriere
Stangen ging 1760 in braunschweigische Dienste und kam in das Regiment „Koppelow“. Während des Siebenjährigen Krieges kämpfte er unter Herzog Karl Wilhelm Ferdinand von Braunschweig und zeichnete sich im Gefecht bei Dellinghausen aus. In der Zeit wurde er am 15. September 1761 Fähnrich.
Nach dem Krieg wurde Stangen zum Leutnant befördert und am 24. Januar 1773 in das Leibregiment versetzt. Aber bereits am 11. Oktober 1772 nahm er seinen Abschied und der Herzog Karl Wilhelm Ferdinand vermittelte ihn in preußische Dienste. Stangen kam am 1. November 1773 als Premierleutnant mit Patent zum 6. September 1770 in das Infanterieregiment „von Rosen“. Dort wurde er dann am 20. Juni 1775 Stabskapitän und nahm als solcher am Bayerischen Erbfolgekrieg teil. Am 14. Juni 1780 wurde er Kapitän und Kompaniechef. Stangen stieg am 27. Juni 1790 zum Major auf und nahm 1794/95 am Feldzug in Polen teil. Dort erlitt er einen Bruch und musste zurück zur Behandlung. Am 16. September 1795 wurde er dann zum Bataillonskommandeur ernannt. Am 20. Mai 1798 stieg er zum Oberstleutnant mit Patent vom 19. Juni 1798 auf und bereits am 20. Mai 1800 wurde er Oberst mit Patent vom 2. Juni 1800. Am 4. April 1803 ernannte man ihm zum Kommandeur des Infanterieregiments „von Natzmer“. Wegen der anhaltenden Beschwerden aus seinem Bruch erhielt Stangen am 23. Oktober 1806 seine Demission als Generalmajor, auch eine Pension konnte zunächst gezahlt werden. Er starb bereits am 15. April 1809 in Riesenburg.

### Familie
Stangen heiratete 1784 Johanna Albertine Antoinette Wilhelmine von Rosenberg-Gruszczynski (* 21. Dezember 1763; † 22. Oktober 1830) [Littchen].
Das Paar hatte mehrere Kinder:
- Friederike Luise Christiane (* vor 1780), Adelslegitimation 29. Oktober 1790
- Karl Wilhelm Ernst (* 9. April 1781; † 14. April 1853), Major, Herr auf Klein-Wrozsen

⚭ Mathilde Friederike Romeike († 1830)
⚭ 11. Juni 1830 (Scheidung 1831) Caroline Emilie Grinda († 19. Februar 1851) Witwe des Adam Faerber
- Emilie Charlotte Albertine Eleonore (* 1783)
- Karoline Wilhelmine Henriette Franziska (* 24. April 1785; † 21. Juni 1853) ⚭ Graf Wilhelm Ernst von Hülsen (* 17. Juni 1781; † 13. März 1832)[2][3], 1. Husaren-Regiment, Ritter des Johanniter-Ordens, Bruder des Generalmajors Friedrich August von Hülsen (1779–1858)
- Antoniette (* 3. August 1788; † 14. März 1805)
- Ferdinand Anton Franz Johann (* 10. März 1789; † 15. Oktober 1841), Rittmeister a. D., Ritter des Johanniter-Ordens ⚭ Elise Therese Franziska von Bülzingslöwen (* 12. Juni 1790: † 27. April 1865)
- Sophie Antoinette Albertine Johanna (* 1796; † 30. Oktober 1836) ⚭ Karl von Schlabrendorff
- Albert Anton Karl Christian (* 16. Juli 1797; † 7. August 1872), Premierleutnant a. D. ⚭ Emma Theodore Erdmunde von Stangen (* 24. Januar 1812; † 7. April 1841)
- Johanna (* 1798; † 13. September 1835) ⚭ Wilhelm von Heyn, Major a. D.
- Henriette Wilhelmine Ulrike Leopoldine (* 13. November 1799; † 31. August 1800)
- Kurt Friedrich Franz Georg (* 6. März 1804; † 18. August 1862), Premierleutnant